# Volcà de les Bisaroques
Les Bisaroques és un volcà que es troba a l'est de la ciutat d'Olot, a la falda de Batet de la Serra El seu nom prové segurament de l'ocell bisaroca, o gamarús, (Strix aluco). El con és una reserva natural dins del Parc Natural de la Zona Volcànica de la Garrotxa, segons la Llei 2/1982. La seva altitud oscil·la entre els 440 i 550 m.
El volcà de les Bisaroques va tenir dues fases d'activitat eruptiva: la primera, estromboliana, va donar lloc al con volcànic. La segona, efusiva, va generar una colada de lava va arribar fins al riu Fluvià, la qual explica que el cràter sigui esbocat, amb forma de ferradura. El vessant occidental del con és cobert per vegetació submediterrània, roure martinenc, sanguinyol i falguera aquilina. A les fondalades de l'extrem oriental hi ha fragments de roureda submediterrània.
En el punt culminant hi ha una petita torre defensiva de planta circular, construïda l'any 1835 durant les guerres carlines i actualment en estat ruïnós, similar a les torres del volcà del Montsacopa i de Montolivet.
Aquest volcà dona nom a una escola d'ensenyament públic, que està situada al seu repeu.